# Я ніколи не буду твоєю
«Я ніколи не буду твоєю» — романтична мелодрама про немолоду жінку, яка знову повірила в себе та закохалася.

## Сюжет
Сценаристка і продюсерка Розі працює на телебаченні. Їй сорок, вона розлучена та виховує доньку Іззі. На роботі жінка оточена молодими красунями, тому вона все частіше думає про свій вік і невдалий шлюб. Її дочка закохується, в той час коли вона на кастинґу знайомиться з Адамом, який допомагає їй повірити у себе та повернути почуття любові.

## У ролях
| Актор           | Роль            |
| --------------- | --------------- |
| Мішель Пфайффер | Розі Генсон     |
| Пол Радд        | Адам Перл       |
| Сірша Ронан     | Іззі Менсфорт   |
| Трейсі Ульман   | Матінка-природа |
| Джон Ловітц     | Натан Менсфорт  |
| Сара Александер | Дженні          |
| Фред Віллард    | Марті Воткін    |
| Стейсі Деш      | Бріанна Мінкс   |
| Ясмін Пейдж     | Мелані          |

## Створення фільму

### Виробництво
Зйомки фільму проходили в США та Великій Британії.

### Знімальна група
- Кінорежисер — Емі Гекерлінг
- Сценарист — Емі Гекерлінг
- Кінопродюсери — Серес Голлем Ларкін, Алан Летем, Філіпп Мартінес
- Композитор — Майк Геджес
- Кінооператор — Браян Туфано
- Кіномонтаж — Кейт Коггіс
- Художник-постановник — Джон Генсон
- Артдиректор — Патрік Ролф
- Художник по костюмах — Шай Канліфф
- Підбір акторів — Даніель Габбарт, Анна МакКарті, Джей Скаллі[2].

## Сприйняття
Фільм отримав змішані відгуки. На сайті Rotten Tomatoes оцінка стрічки становить 64 % на основі 11 відгуків від критиків (середня оцінка 5,7/10) і 44 % від глядачів із середньою оцінкою 3,1/5 (23 917 голосів). Фільму зарахований «стиглий помідор», але «розсипаний попкорн» від глядачів, Internet Movie Database — 6/10 (15 213 голосів).